# Ruine Sternenberg
Die Ruine Sternenberg ist die Ruine einer kleinen Feudalburg in der Gemeinde Hofstetten-Flüh im Kanton Solothurn.

## Lage
Die Ruine der Höhenburg liegt auf 468 m ü. M. im Wald am Rande der Ebene westlich des Ortsteils Hofstetten, oberhalb des Ortsteils Flüh, am Talrand südlich der Strasse zwischen Hofstetten und Flüh. Sie wurde auf einem natürlichen Felskopf errichtet, der am nördlichen Rand der Ebene westlich von Hofstetten liegt. Die Anlage wurde im Jahre 2008 vom Wald befreit und die Zugangswege im Süden (von Hochplateau) und Norden (aus dem Talboden) wurden erneuert und mit Treppenstufen versehen. Damit ist die Ruine für Wanderer wieder gut zugänglich.

## Anlage
Vor der heute noch sichtbaren Steinburg befand sich seit um 1200 eine Holzburg auf dem Felskopf. Diese ist aber nur noch stratigraphisch nachweisbar. Dieser Vorläuferbau wurde im 13. Jahrhundert durch eine Steinburg ersetzt, die aus wenig behauenen Kalksteinen aufgeführt wurde.
Der Zugang zur Festung erfolgte (und erfolgt auch heute noch) vom südöstlichen Ende des Felskopfes. An der Ostseite der Anlage befand sich ein schmaler seitlicher Torzwinger neben dem Wohnhaus (vermutlich in der hier üblichen Form eines Wohnturmes), der in den nördlich liegenden Hof führt: Die in den Kalkfelsen gehauenen Treppenstufen sind heute noch sicht- und begehbar. Die Burg bestand aus einem festen Wohnhaus, dessen stark ausgebauchte, bis 3,55 Meter dicke Schildmauer an die südliche Grabenfront stösst. Westlich des Wohnhauses findet sich ein Höflein, das zugleich südlich vor dem Zisternenraum liegt. Beide sind aus dem Hof über eine aus dem Fels geschlagene Treppe erreichbar. Die Wasserversorgung der Festung erfolgte mit Hilfe der Filterzisterne und aus dem nahegelegenen Bach.

## Geschichte
Die ganze Gegend wurde von den Rotbergern beherrscht und so ist anzunehmen, dass der Bischof von Basel und die Grafen von Thierstein versuchten, den Machtausbau der Rotberger mit dieser Herrschaft zu bremsen. Durch die Errichtung der Burg auf allodialem Rodungsland konnte eine von den Rotbergern unabhängige Gerichtsherrschaft aufgebaut werden. Die Thiersteiner erhielten die Festung und die damit verbundenen Rechte als Erblehen vom Bischof, wohl weil sie den Bau finanziert hatten. Sie gaben aber diese Herrschaft als Afterlehen an die Edelknechte von Hofstetten, die Herren von Roseck, die Eptinger von Wildenstein und schlussendlich an die Schaler von Leimen weiter.
Die Burg wurde von der Mitte des 13. Jahrhunderts bis in die erste Hälfte des 15. Jahrhunderts von den Herren von Hofstetten bewohnt. Die heute sichtbaren Mauerreste gehen auf einen Bau vom Ende des 13. Jahrhunderts zurück, der über einem hölzernen Vorgängerbau erstellt worden war. Ende des 14. Jahrhunderts fand eine Umgestaltung der Burg statt (wahrscheinlich Hug Fröwler, Gatte der Agnes von Hofstetten), die anhand von Bodenfunden belegt werden konnte. Um die Zeit des St. Jakoberkriegs (1444), wurde die Burg durch eine Feuersbrunst verwüstet: Auf Grund der dürftigen Quellenlage ist aber nicht klar, ob das Feuer eine Folge kriegerischer Auseinandersetzungen war. Am 15. September 1525 wird dann das Erblehen von Margaretha (Witwe des letzten Thiersteiners) an die Stadt Basel verkauft. Die Stadt verkauft spätestens 1529 die ganze Anlage mit allen Rechten an Solothurn.
Ein Teil der Ruine wurde 1852 abgebrochen und die Steine zum Strassenbau verwendet. Die Ruine wurde 1959/60 ausgegraben und konserviert. Bei den Sondierungen für die Restaurierung 1953 stiess man auf die Überreste eines Prunkkuppelofens dessen Entstehung auf um 1400 datiert wird (Umgestaltung der Burg): Die dabei zu Tage geförderten Plattenkacheln zeigen im Basrelief heraldische Tiere. 2008 wurde die Burg aus ihrem Dornröschenschlaf geweckt, indem sie vom Wald befreit und die Wege erneuert wurden.
Im Herbst 2009 beschloss die Gemeinde, eine Sanierung der Ruine aus finanziellen Gründen nicht in Angriff zu nehmen.